# Matsudaira (Hisamatsu)

Wappen des Kuwana-han
(Pflaumenblüten-Sterne)

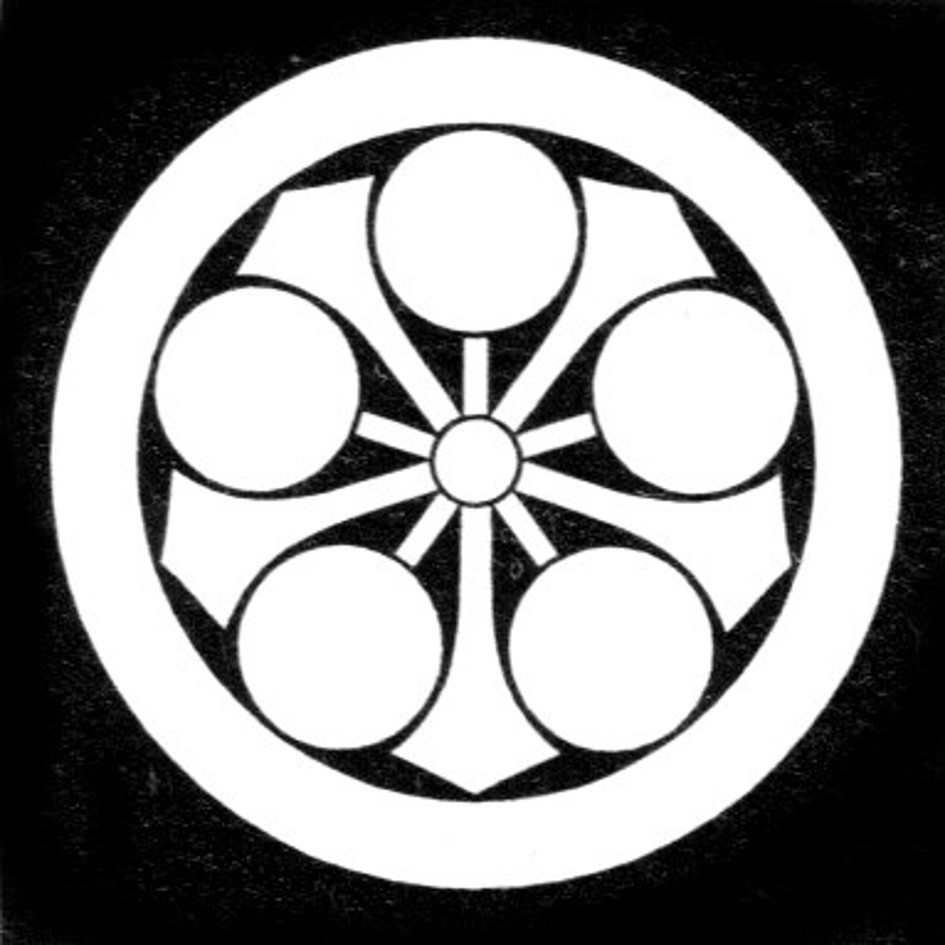
Wappen de Yasumoto-Linie

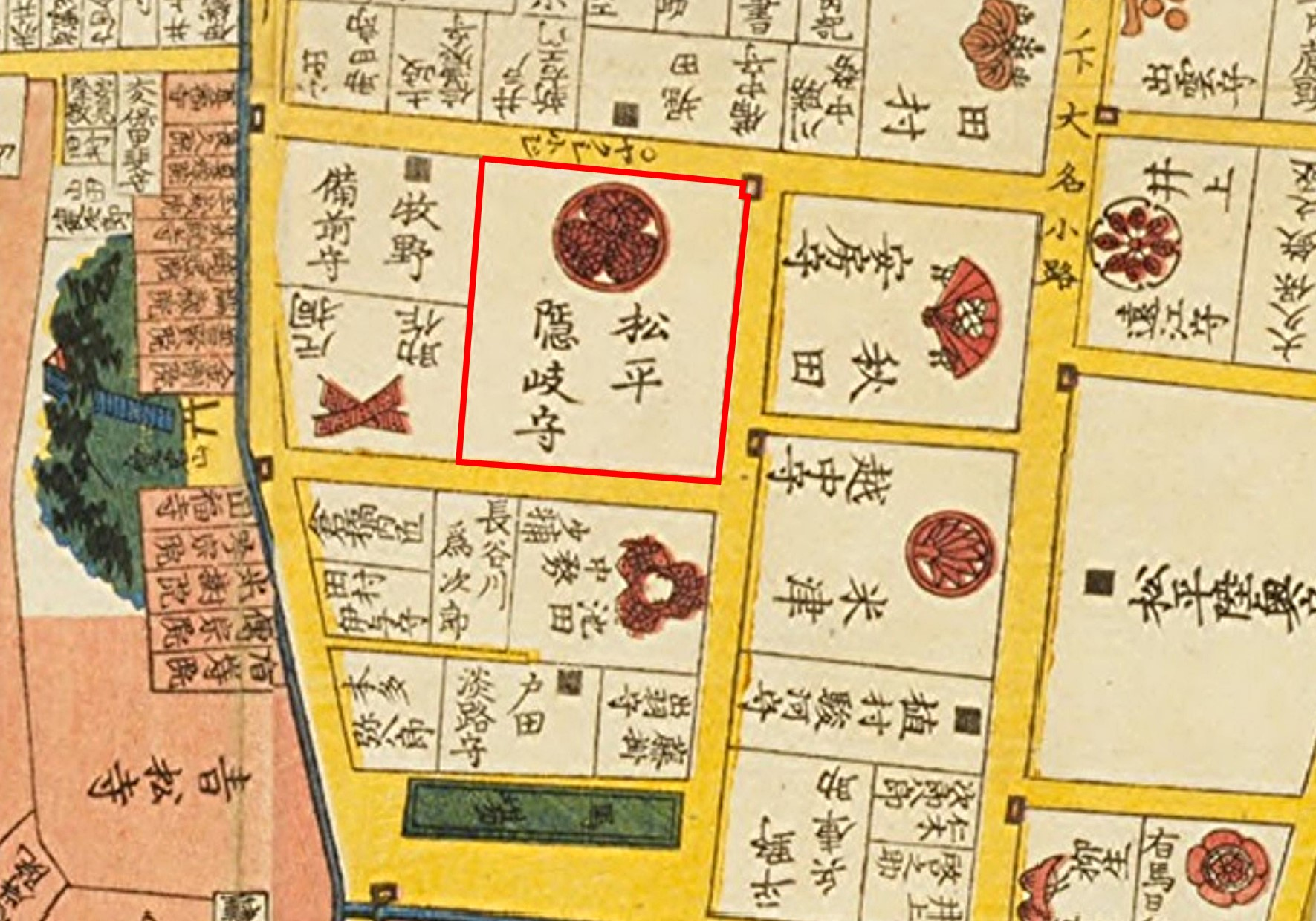
Residenz des Matsuyama-han in Edo, nahe dem Atago-Hügel.

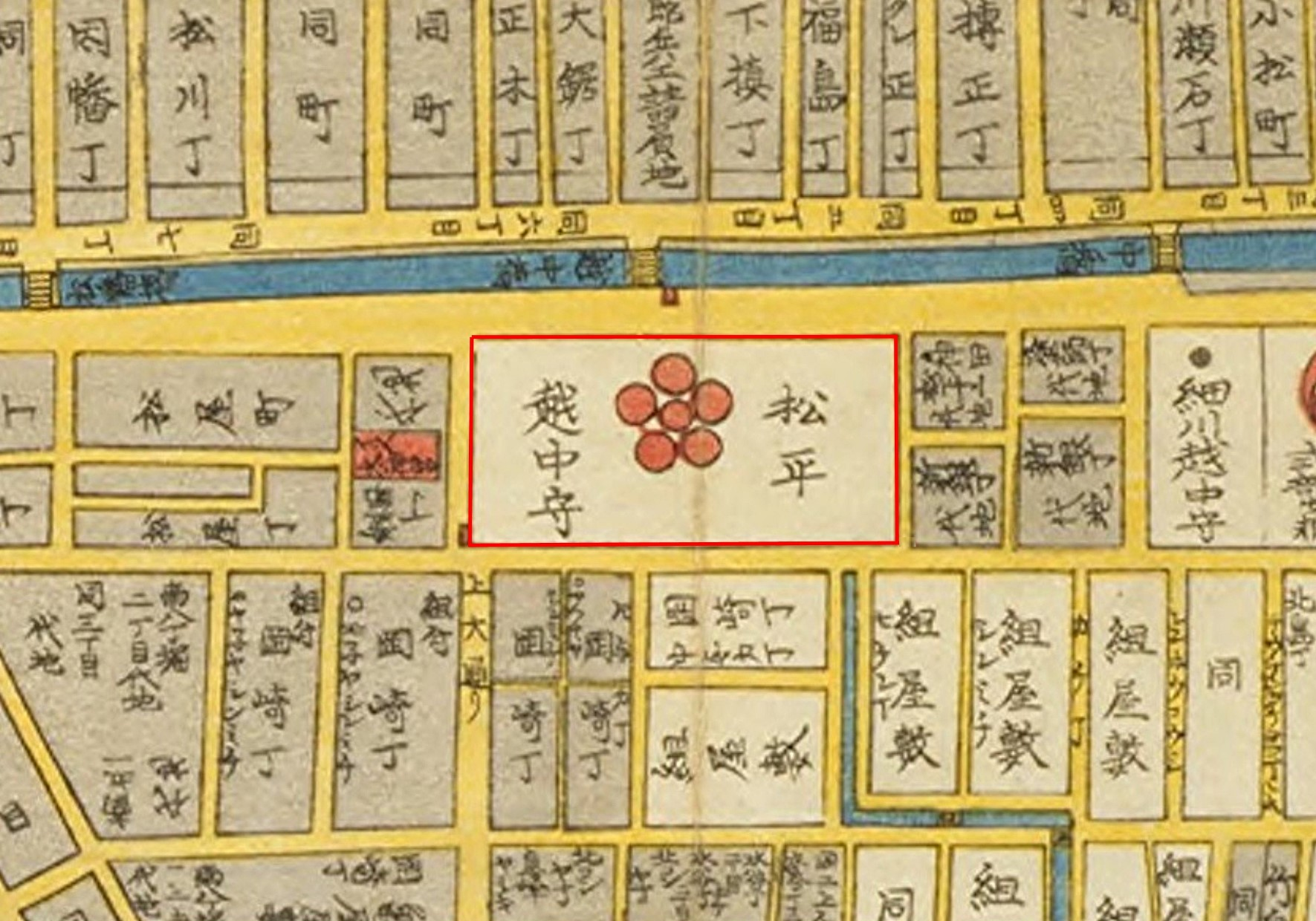
Residenz des Kuwana-han in Edo, südlich des Ortsteils Nihonbashi.

Die Hisamatsu-Matsudaira (japanisch 久松松平家, Hisamatsu-Matsudaira-ke) bzw. Hisamatsu (久松氏, Hisamatsu-shi) waren mehrere Familien des japanischen Schwertadels (Buke), die sich von den drei Halb-Brüdern Tokugawa Ieyasus ableitete und damit zum Matsudaira-Klan gehörte. Mit einem Einkommen von 150.000 Koku gehörten die in Matsuyama (Präfektur Ehime) und in Kuwana (Präfektur Mie) mit einem Einkommen von 100.000 Koku residierenden Hisamatsu zu den größeren Fudai-Daimyō der Edo-Zeit.

## Genealogie
- Hisamatsu Toshikatsu (久松俊勝, 1526–1587) heiratete in zweiter Ehe Dai, die Witwe Tokugawa Hidetadas und Mutter Tokugawa Ieyasus († 1549), mit der er drei Söhne hatte: 
  - Yasutoshi (康俊, 1556–1586), Toshikatsus ältester Sohn, begründete eine Linie, die erst 1713 in den Daimyō-Rang erhoben wurde und dann in einem Festen Haus (jinya) in Tako (多古) in der Provinz Shimousa mit einem Einkommen von 12.000 Koku bis 1868 residierte. Danach Vizegraf.
  - Yasumoto (康元, 1559–1610), zweiter Sohn Toshikatsus, war Daimyō auf Sekiyado[A 1] (Shimousa). Danach residierten seine Nachkommen auf der Burg Ōgaki (Mino), Koromo (Shinano) und auf der Burg Nagashima (Ise). Diese Linie verlor 1702 ihren Daimyō-Status.
  - Sadakatsu (定勝, 1560–1624), dritter Sohn Toshikatsus, war Daimyō auf der Burg Kakegawa (Tōtōmi), auf der Burg Kuwana (Ise), dann auf Nagashima. Sein Sohn Sadayuki wurde 1634 auf die  Burg Matsuyama (Iyo) mit 150.000 Koku versetzt. Seine Nachkommen residierten dort bis 1868. Letzter Daimyō war Katsushige (勝成, 1832–1912). Nach 1868 Graf.
    - Sadafusa (定房), ein Sohn Sadakatsus, residierte erst auf Nagashima und dann, sowie seine Nachkommen, auf der Burg Imabari (Iyo) mit 35.000 Koku. Nach 1868 Vizegraf.
      - Sadatsuna (定綱, 1592–1651), dritter Sohn Sadakatsus und Erbe seines älteren Bruders Sadayoshi, residierte zunächst in Yamakawa (Shimousa). Nach der Belagerung von Ōsaka 1615 wurde er nach Shimotsuma (Hitachi) mit 30.000 Koku versetzt, 1619 nach Kakegawa mit 55.000 Koku, 1625 nach Yodo[A 2] (Yamashiro) mit 65.000 Koku, 1633 nach Ōgaki (Mino) mit 85.000 Koku und schließlich nach Kuwana mit 100.000 Koku. – Seine Nachkommen residierten ab 1710 in Takada[A 3] (Echigo), ab 1741 in Shirakawa (Mutsu)[A 4].

- Sadanobu (定信, 1758–1829) war der siebte Sohn von Tokugawa Munetaka, Chef des Hauses Tayasu. Er wurde von Matsudaira Sadakuni (松平定邦) adoptiert und folgte ihm 1783 als Fürst von Shirakawa. Er zeichnete sich durch weise Regierung aus und wurde 1787 unter Shōgun Tokugawa Ienari zum Kanzler des Shogunats (rōjū) ernannt, 1790 dann zum persönlichen Berater (hosa). Er war nun maßgeblich im Bakufu tätig, ihm wird die Blütezeit der Kansei-Ära (1789–1801) zugeschrieben. Sadanobu verhinderte 1793, das Kaiser Kōkaku seinen Vater Sukehito-shinnō zu Kaiser Dajō machen wollte, obwohl dieser nie regiert hatte. – Als Anfang des 19. Jahrhunderts die Russen mehrere Male versuchten, mit Japan Kontakt aufzunehmen, wurde sie nach Nagasaki beordert und erhielten dort immer ausweichende Antworten. Darüber hinaus ordnete Sadanobu eine sorgfältige Inspektion der Küsten an und ließ Verteidigungsanlagen errichten. 1812 zog er sich aus dem Dienst zurück, schor sein Haupt und nannte sich Gaku-ō. Sadanobu, einer der großen Administratoren des Tokugawa-Shogunats, er ist auch als Schriftsteller bekannt. Er wurde nach seinem Ehrentitel auch Matsudaira Etchū no kami genannt.

- Sadanaga (定永, 1791–1838), Sadanobus Sohn, wurde 1823 von Shirakawa nach Kuwana versetzt, wo die Familie mit 100.000 Koku bis 1868 residierte. 
  - Sadaaki (定敬, 1847–1908) war letzter Daimyō dieses Zweiges. In den Jahren, die zur Meiji-Restauration führten, verteidigte er entschieden das Shogunat. Nach 1868 wurde er dafür bestraft, dann aber begnadigt. Seine Nachkommen führten bis 1945 den Titel Vizegraf.